# Lycorina langei
Lycorina langei är en stekelart som först beskrevs av Alfred Byrd Graf och Yamamoto 1982.  Lycorina langei ingår i släktet Lycorina och familjen brokparasitsteklar. Inga underarter finns listade i Catalogue of Life.